# Gunther Arzt

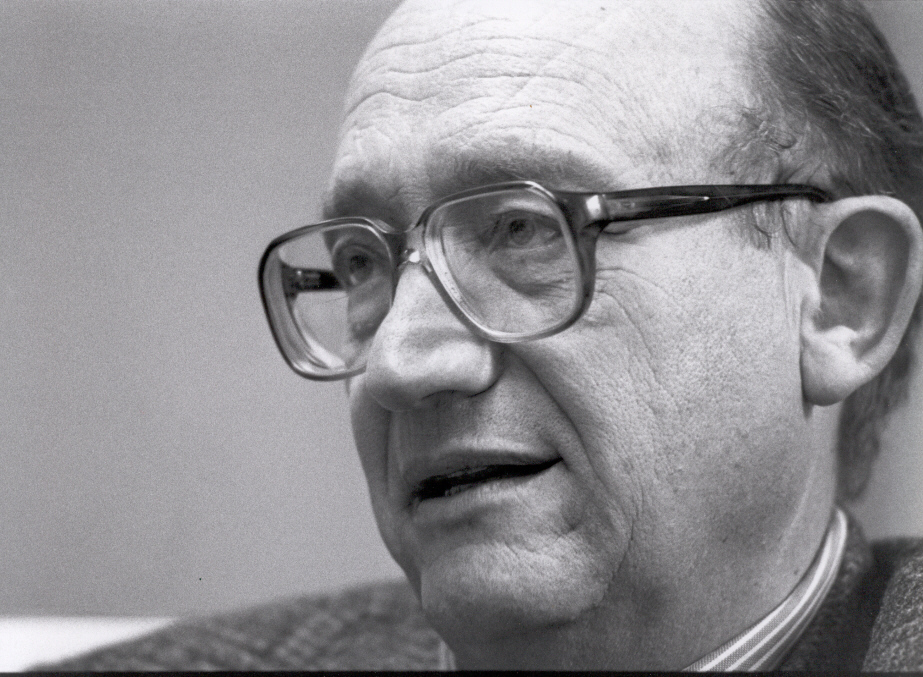
Gunther Arzt (1993)

Gunther Arzt (* 4. Oktober 1936 in Tübingen) ist ein deutscher Rechtswissenschaftler.

## Leben
Arzt studierte ab 1955 Rechtswissenschaft an der Universität Tübingen und absolvierte 1959 die erste und 1963 die zweite juristische Staatsprüfung. 1962 wurde er ebendort promoviert. 1965 erlangte er einen LL.M. der University of Berkeley. Nach der Habilitation bei Jürgen Baumann an der Universität Tübingen 1969 wurde er 1970 auf eine ordentliche Professur der Universität Göttingen berufen. 1975 wurde er ordentlicher Professor an der Universität Erlangen. 1981 berief ihn die Universität Bern zum ordentlichen Professor für Strafrecht, Strafprozessrecht und strafrechtliche Hilfswissenschaften. 1982/83 war er Dekan der Rechtswissenschaftlichen Fakultät. 2001 wurde er emeritiert.

## Schriften (Auswahl)
- Die Ansicht aller billig und gerecht Denkenden. Geschichtliche Wurzel, theoretische Begründung und praktische Auswertung. Keip, Goldbach 1965 (Dissertation, Universität Tübingen, 1962).
- mit Jürgen Baumann, Ulrich Weber: Strafrechtsfälle und Lösungen. Gieseking, Bielefeld 1963; 6. Auflage 1986.
- Der befangene Strafrichter. Zugleich eine Kritik an der Beschränkung der Befangenheit auf die Parteilichkeit. Mohr, Tübingen 1969.
- Der strafrechtliche Schutz der Intimsphäre. Vom zivilrechtlichen Persönlichkeitsschutz aus betrachtet. Mohr, Tübingen 1970 (Habilitationsschrift, Universität Tübingen, 1969).
- Willensmängel bei der Einwilligung. Athenäum, Frankfurt am Main 1970.
- Die Strafrechtsklausur. Beck, München 1973; 7. Auflage 2006.
- Der Ruf nach Recht und Ordnung. Ursachen und Folgen der Kriminalitätsfurcht in den USA und in Deutschland. Mohr, Tübingen 1976.
- mit Ulrich Weber: Strafrecht Besonderer Teil. 5 Hefte. Gieseking, Bielefeld 1977–1982; Neuauflage in einem Band 2000; 2. Auflage 2009.
- Einführung in die Rechtswissenschaft. Helbing & Lichtenhahn, Basel 1987; 2. Auflage 1996.